# 黑膜擬鱥
黑膜擬鱥（學名：Pseudophoxinus atropatenus），為輻鰭魚綱鯉形目雅羅魚科的其中一個種，被IUCN列為極危保育類動物，分布亞洲亞塞拜然庫拉河(Kura River)流域，體長可達9.5公分，生活習性不明。

## 扩展阅读
維基物種上的相關：黑膜擬鱥